# Pocillopora meandrina
Pocillopora meandrina е вид корал от семейство Pocilloporidae. Видът не е застрашен от изчезване.

## Разпространение и местообитание
Разпространен е в Австралия, Американска Самоа, Британска индоокеанска територия, Вануату, Виетнам, Гваделупа, Гуам, Еквадор, Индия, Индонезия, Камбоджа, Кирибати, Кокосови острови, Колумбия, Коста Рика, Мавриций, Малайзия, Малдиви, Малки далечни острови на САЩ, Маршалови острови, Мексико, Мианмар, Микронезия, Науру, Никарагуа, Нова Каледония, Остров Рождество, Палау, Панама, Папуа Нова Гвинея, Провинции в КНР, Салвадор, Самоа, Северни Мариански острови, Сингапур, Соломонови острови, Тайван, Тайланд, Тувалу, Уолис и Футуна, Фиджи, Филипини, Хондурас, Чили, Шри Ланка и Япония.
Обитава океани, морета, заливи, лагуни и рифове в райони с тропически климат.